# Lamartine G. Hardman
Lamartine Griffin Hardman (Commerce, 14 aprile 1856 – Atlanta, 18 febbraio 1937) è stato un politico statunitense.

## Biografia
Figlio del medico e reverendo battista William Hardman, seguì la carriera paterna e si laureò in medicina all'università della Georgia, divenendo uno dei primi anestesisti praticanti dello Stato come seguace di Crawford Long. Presto tuttavia riuscì a diversificare il suo impiego, divenendo un imprenditore di successo e un grande proprietario terriero, e all'inizio del Novecento era uno degli uomini più ricchi della Georgia.
Attestatosi su posizioni proibizioniste, già nel 1914 e nel 1916 aveva partecipato alle elezioni statali, ma solo nel 1926 riuscì ad essere eletto governatore della Georgia. Durante il suo mandato cercò di rivoluzionare l'amministrazione georgiana in chiave imprenditoriale, e avendo già colto le avvisaglie della crisi del 1929 cercò di renderla più efficiente e meno costosa.
Già anziano e malato al momento della rielezione nel 1929, dopo il termine del mandato nel 1931 abbandonò la politica e si ritirò a vita privata, morendo nel 1937.